# Панайот Чивиков
Панайот Великов Чивиков-Жерминал е български анархист, публицист и журналист. За творчеството си използва артистичните псевдоними Дон Базилио, Педро Хименес, Жарбон и Отто Запрянов. Псевдонимът Жерминал произхожда от третия месец от календара на якобинците от Френската революция. Месецът Жерминал обхваща периода от 21 март до 19 април, а името му е избрано от Емил Зола. „Жерминал“ е и анархистическо списание, издание на CNT-FAY в Иберия.

## Биография
Панайот Чивиков става следовник на анархизма покрай изявите в Русе на Върбан Килифарски, Иван Янков-Янк, Георги Шейтанов и Желю Грозев. Дейността си като анархист започва още като ученик. По повод на предстоящото Септемврийско въстание, заедно с негови другари е преследван, арестуван, изтезаван и заплашван с физическо ликвидиране. По тези причини е изключен от Мъжката гимназия в Русе и е преместен в Столарското училище. Полицейските власти изискват да бъде изключен и от там.
Като журналист Чивиков прави първи стъпки във вестник Буревестник, издаван в родния му град по решение, взето в град Ямбол от конгреса на Федерацията на анархо-комунистите. След това съвместно със съмишлениците си Георги Шаламанов, Димирър Панов и някои други прави опит за издаване на Пурпур, Свободна мисъл и Сигнали. Успоредно с издателската си дейност, заради произведението му Другарят Христос е анатемосан от църковните управници. Като член на кръга Мисъл и воля на Георги Жеков става отговорен редактор на Работническа мисъл, издаван от Александър Сапунджиев и Петър Лозанов. За статия, написана против Александър Цанков, бива арестуван и осъден по Закона за защита на държавата на три години строг тъмничен затвор.
След това за Панайот Чивиков започва дълъг период на емиграция, първоначално във Франция от 1928 до 1929 г., а по-късно с документи на различни анархисти в Югославия, Русия, Австрия и отново Франция. През 1936 г. става интербригадист по време на Испанската гражданска война. За двете години война е говорител в Радио Барселона и същевременно списва бюлетин на български език.
Като близък другар на Панайот Чивиков, Христо Колев му възлага да направи превод на някои глави от книгата „Левият радикализъм – принудително лечение срещу старческата болест на комунизма“. В тази книга, внесена в България през 1969 г., авторите Габриел и Даниел Кон-Бендит отричат ръководната роля на комунистическата партия, социалистическата държава, властта и законите и пропагандират саморъкотворното самоуправление на обществото. Държавна сигурност предприема мерки книгата да не бъде издадена. Въпреки тях анархистите успяват да разпространят листовки, с които се критикува народната власт и се призовава към самоуправление на обществото.

## Семейство
По време на втория си емигрантски период Панайот Чивиков се запознава с родената в Грац София Максимилиан (†28 юни 1998), която се преселва с него в Русе. Двамата имат дъщеря Пламена (р. 1944) и син Жерминал Чивиков (р. 1945).

## Заглавия на някои произведения
- Другарят Христос (стихосбирка, 1927)[1]
- Шлеп 3570 (разкази, 1928)[1]
- Песни на един прокуден (стихосбирка, 1928)[1]
- Ден последен е този (стихосбирка, 1934)[1]
- Цар Борис Последни (статия, 1938)[1]
- Съдбата на бояджията Адолф Хитлер (статия, 1938)[1]